# Танпхун

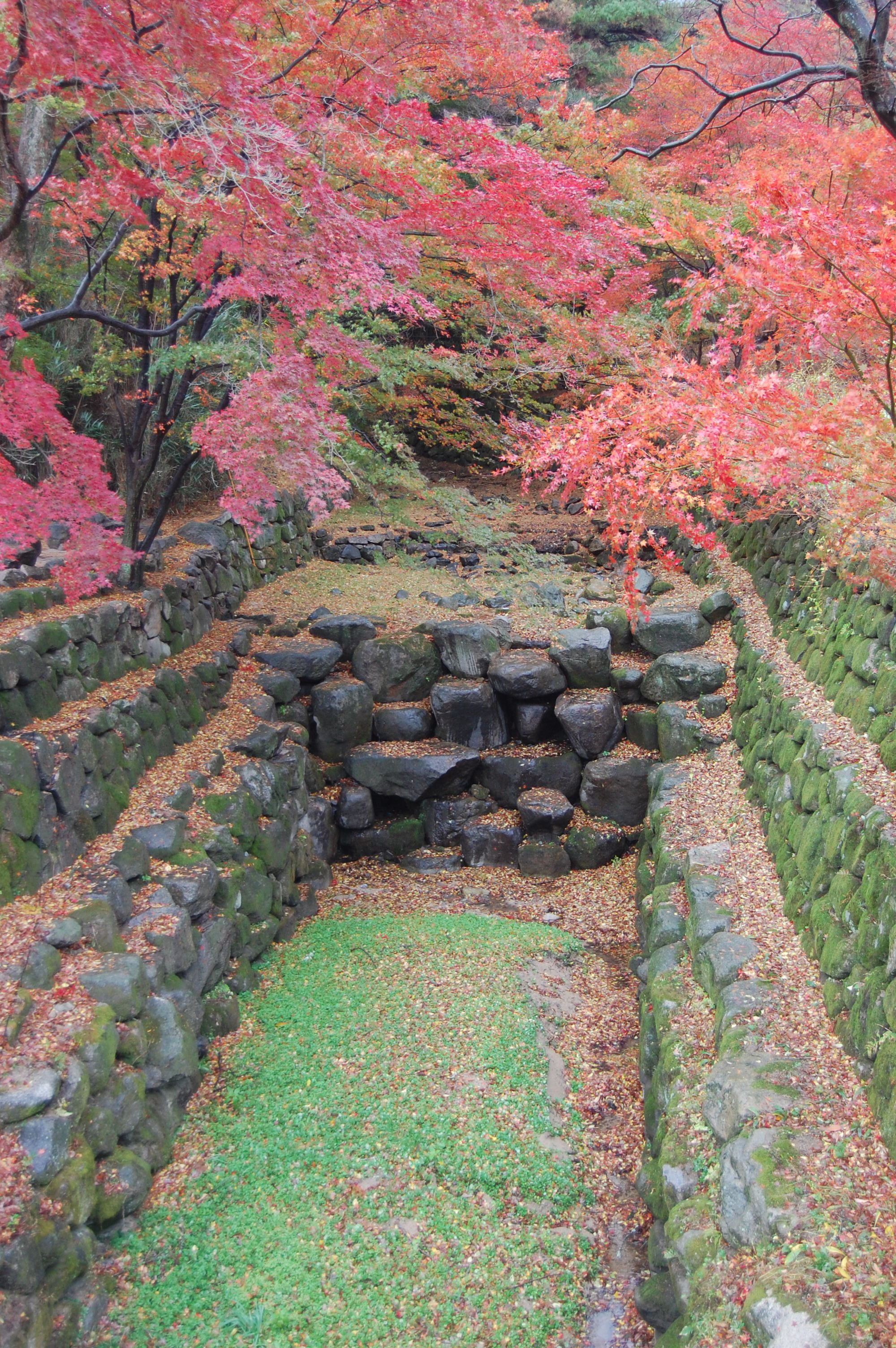
Пульгукса (2009)

Танпхун[уточнить] (кор. 단풍 구경?, 丹楓求景?) — осенний период, когда в Корее принято созерцать окрасившуюся в красный цвет листву кленов. Особо танпхун отмечается в горных национальных парках Сораксан и Одэсан, куда в это время приезжают туристы со всей страны. Изменение цвета листьев зависит, в том числе от понижения температуры, поэтому танпхун движется с севера на юг.
Для созерцания используются смотровые площадки. А также публикуются сезонные календари. Путеводители рекомендуют парки и лучшие аллеи для прогулок, посвящённых созерцанию листвы. Особую ценность и достопримечательность представляют опавшие листья клена, которые в парках специально не убирают. 
Сезон является аналогом «золотой осени» в России или момидзигари в Японии.